# Кумыркасы
Кумыркасы́ (чув. Кăмăркасси) — деревня в Моргаушском районе Чувашской Республики.  Входит в состав Большесундырского сельского поселения.

## География
Находится в северо-западной части Чувашии, на расстоянии приблизительно 13 км на север по прямой от районного центра села Моргауши.

## История
Известна с 1858 году как два околотка: одна у деревни Татаркасы (4 двора и 22 жителя) и у Корчакова Вторая (10 и 34 соответственно). В 1906 году было 27 дворов и 117 жителей, в 1926 – 27 дворов и 117 жителей, в 1939 – 107 жителей, в 1979 – 87. В 2002 году было 25 дворов, в 2010 – 21 домохозяйство. В 1929 году был образован колхоз «Красная звезда».

## Население
Постоянное население составляло 62 человека (чуваши 92%) в 2002 году, 55 в 2010.